# Ти Ви Ен
„Ти Ви Ен“ (tvN, на корейски: 티비엔, Ti-bi-en) е южнокорейска мрежа за кабелна телевизия с общо забавление, собственост на Си Джей И Ен Ем, достъпна на кабелни, SkyLife и IPTV платформи.

## Сериали
- Гоблин
- Да се бием, призрак
- Докоснете сърцето си
- Какво не е наред със секретарката Ким?
- Любовта се приземи върху теб
- Нейният личен живот
- О, мой призрак
- Приказката за деветте опашки
- Психо, но това е добре
- Разтопете ме меко
- Хотел дел Луна
- Цвете на злото
- Чикагска пишеща машина

## Логотипи
- Бивше лого на Ти Ви Ен, използвано от 2009 г. до 2012 г.
- Настоящото лого на Ти Ви Ен, използвано от 2012 г.